# Theodor von Below
Theodor Werner Christian von Below (* 1. November 1765 auf Groß Reetz; † 6. Mai 1839 auf Gut Obrotten) war ein preußischer Generalleutnant und Kommandeur der 1. Kavallerie-Brigade.

## Leben

### Herkunft
Seine Eltern waren Martin Friedrich von Below (1703–1768) und dessen Ehefrau Sophie Henriette, geborene von Böhm (1728–1788) aus dem Hause Culsow. Seine Schwester Sophie Luise Elisabeth (1752–1805) war mit den Generalmajor Friedrich Ernst von Wrangel verheiratet.

### Militärkarriere
Below kam im Jahr 1782 als Junker in das Dragonerregiment „von Posadowsky“ der Preußischen Armee und avancierte bis 1. Februar 1787 zum Sekondeleutnant. Während des Kościuszko-Aufstands kämpfte er 1794 in Polen bei Magnuszewo. Am 24. Oktober 1795 wurde Below Premierleutnant und stieg bis Mitte November 1805 zum Major auf. Im Vierten Koalitionskrieg nahm er an der Schlacht bei Preußisch Eylau und den Kämpfen bei Königsberg und Heilsberg teil. Für Heilsberg erhielt Below am 16. November 1807 den Orden Pour le Mérite.
Am 16. November 1807 wurde er in das Ostpreußische Kürassier-Regiment und fungierte ab dem 17. September 1808 als Eskadronchef. Am 5. Juni 1813 folgte seine Beförderung Oberstleutnant. Kurz darauf wurde Below am 30. Juni 1813 zum Kommandeur des Litthauischen Dragoner-Regiments ernannt und in dieser Eigenschaft am 8. Dezember 1813 zum Oberst befördert. Während der Befreiungskriege kämpfte er in der Schlacht bei Großgörschen und erhielt dafür das Eiserne Kreuz II. Klasse sowie den russischen Sankt-Stanislaus-Orden II. Klasse. Ferner focht Below bei Bautzen, an der Katzbach, Leipzig, Montmirail, Laon, Paris sowie bei den Gefechten von Haynau, Löwenberg, am Härselberg, Saint-Dizier, La Chaussee, Chalone, Chateau-Thierry, Oulchy und Sezanne. Für Leipzig wurde er mit dem Eisernen Kreuz I. Klasse sowie am 1. Januar 1815 mit dem Eichenlaub zum Orden Pour le Mérite ausgezeichnet. Am 1. November 1815 erhielt Below seine Beförderung zum Generalmajor. Am 5. Januar 1816 kam er als Brigadekommandeur der Reservekavallerie zur Okkupationsarmee in Frankreich. Nach dem Abzug folgte seine Versetzung als Brigadekommandeur nach Königsberg und am 3. April 1820 wurde Below Kommandeur der 1. Kavallerie-Brigade. Aber schon am 31. Mai 1821 erhielt er seinen Abschied als Generalleutnant mit einer Pension von 1500 Talern. Er starb am 6. Mai 1839 auf seinem Gut Obrotten (Kreis Fischhausen).
In seiner Beurteilung durch den General von Wrangel aus dem Jahr 1819 heißt es: „Bleibt seinem vortrefflichen Charakter und seinem regen Diensteifer unverändert getreu. Führt seine unterhabende Brigade mit vieler Ruhe und Sicherheit, hält auf strenge Disziplin und eignet sich ganz für dieses Kommando“.

### Familie
Below heiratete am 24. Juli 1804 auf Kallen Charlotte Albertine Magdalena Friederike von der Goltz (1787–1853). Das Paar hatte folgende Kinder:
- Karoline Friederike Leopoldine Therese (1806–1807)
- Aurora (*/† 1807)
- Anton (1808–1896), preußischer Generalleutnant ⚭ Bertha Georgine Luise Friederike Gräfin von Schlieben (1823–1900)
- Luise (1810–1815)
- Ferdinand (1812–1870), preußischer Generalleutnant ⚭ Therese Wilhelmine Karoline Johanna Mauve (1823–1895)
- Hermine Tusnelda (1817–1891)
- Karl (1818–1897), preußischer Generalleutnant
- Emma Pauline Dorothea (1820–1911) ⚭ Konstanz Eduard Adolf von Saucken (1802–1880) aus dem Hause Elkinehlen.[1] Dieser war zuvor mit der Tochter des Generalmajors Konstantin von Twardowski verheiratet.
- Friederike (1823–1900) ⚭ Karl von Ranisch (1815–1873), preußischer Generalmajor